# Казаковы
 Казаковы  — деревня в Афанасьевском районе Кировской области в составе Гординского сельского поселения.

## География
Расположена на расстоянии примерно 5 км на север-северо-запад по прямой от центра поселения села  Гордино на правобережье реки Кама.

## История
Известна с 1873 года как починок Червонный, дворов 20 и жителей 116, в 1926 деревня Казаковская, 15 и 77, в 1950 уже Казаковы, 21 хозяйство и 72 жителя, в 1989 62 жителя. Настоящее название утвердилось с 1939 года.  

## Население
Постоянное население составляло 53 человека (русские 100%) в 2002 году, 62 в 2010.